# Championnat du monde masculin de curling 1964
Navigation
Édition précédente Édition suivante
Le Championnat du monde masculin de curling 1964 (nom officiel : Scotch Cup) est le 6e championnat du monde masculin de curling.

Il a été organisé au Canada dans la ville de Calgary, sur le Stampede Corral, du 16 au 19 mars 1964.

## Équipes
| Canada | Norvège                                                                                               | Écosse |
| Vancouver CC, British Columbia Skip: Lyall Dagg Third: Leo Hebert Second: Fred Britton Lead: Barry Naimark | Oppdal CC Skip: Per Holaker Fourth: Eivind Kjaervik Second: Kristian Alstad Lead: Erling Ween         | Hamilton & Thornyhill CC, Hamilton Skip: Alex F. Torrance Third: Alex A. Torrance Second: Robert Kirkland Lead: Jimmy Waddell |
| Suède | Suisse                                                                                                | États-Unis |
| Åredalens CK, Åre Skip: Curt Jonsson Fourth: John-Allan Månsson Second: Gustav Larsson Lead: Magnus Berge  | Rigi-Kaltbad CC Skip: Gerold Keller Third: Franz Zimmerman Second: Alois Zimmerman Lead: Franz Gernet | Duluth CC, Minnesota Skip: Bob Magie, Jr. Third: Bert Payne Second: Russell Barber Lead: Britton Payne                        |

## Classement
| Pays       | Skip             | V | D |
| ---------- | ---------------- | - | - |
| Canada     | Lyall Dagg       | 5 | 0 |
| Écosse     | Alex F. Torrance | 4 | 1 |
| États-Unis | Bob Magie, Jr.   | 3 | 2 |
| Suède      | Curt Jonsson     | 2 | 3 |
| Norvège    | Per Holaker      | 1 | 4 |
| Suisse     | Gerold Keller    | 0 | 5 |

*Légende: V = Victoire - D = Défaite

## Résultats

### Match 1
| Équipes           | 1 | 2 | 3 | 4 | 5 | 6 | 7 | 8 | 9 | 10 | Total |
| ----------------- | - | - | - | - | - | - | - | - | - | -- | ----- |
| Écosse (Torrance) | – | – | – | – | – | – | – | – | – | –  | 17    |
| Norvège (Holaker) | – | – | – | – | – | – | – | – | – | –  | 4     |

| Équipes         | 1 | 2 | 3 | 4 | 5 | 6 | 7 | 8 | 9 | 10 | Total |
| --------------- | - | - | - | - | - | - | - | - | - | -- | ----- |
| Suède (Jonsson) | – | – | – | – | – | – | – | – | – | –  | 16    |
| Suisse (Keller) | – | – | – | – | – | – | – | – | – | –  | 4     |

| Équipes            | 1 | 2 | 3 | 4 | 5 | 6 | 7 | 8 | 9 | 10 | Total |
| ------------------ | - | - | - | - | - | - | - | - | - | -- | ----- |
| Canada (Dagg)      | – | – | – | – | – | – | – | – | – | –  | 10    |
| États-Unis (Magie) | – | – | – | – | – | – | – | – | – | –  | 7     |

### Match 2
| Équipes            | 1 | 2 | 3 | 4 | 5 | 6 | 7 | 8 | 9 | 10 | Total |
| ------------------ | - | - | - | - | - | - | - | - | - | -- | ----- |
| États-Unis (Magie) | – | – | – | – | – | – | – | – | – | –  | 9     |
| Suède (Jonsson)    | – | – | – | – | – | – | – | – | – | –  | 6     |

| Équipes           | 1 | 2 | 3 | 4 | 5 | 6 | 7 | 8 | 9 | 10 | Total |
| ----------------- | - | - | - | - | - | - | - | - | - | -- | ----- |
| Canada (Dagg)     | – | – | – | – | – | – | – | – | – | –  | 15    |
| Norvège (Holaker) | – | – | – | – | – | – | – | – | – | –  | 2     |

| Équipes           | 1 | 2 | 3 | 4 | 5 | 6 | 7 | 8 | 9 | 10 | Total |
| ----------------- | - | - | - | - | - | - | - | - | - | -- | ----- |
| Écosse (Torrance) | – | – | – | – | – | – | – | – | – | –  | 18    |
| Suisse (Keller)   | – | – | – | – | – | – | – | – | – | –  | 2     |

### Match 3
| Équipes            | 1 | 2 | 3 | 4 | 5 | 6 | 7 | 8 | 9 | 10 | Total |
| ------------------ | - | - | - | - | - | - | - | - | - | -- | ----- |
| Écosse (Torrance)  | – | – | – | – | – | – | – | – | – | –  | 12    |
| États-Unis (Magie) | – | – | – | – | – | – | – | – | – | –  | 5     |

| Équipes           | 1 | 2 | 3 | 4 | 5 | 6 | 7 | 8 | 9 | 10 | Total |
| ----------------- | - | - | - | - | - | - | - | - | - | -- | ----- |
| Norvège (Holaker) | – | – | – | – | – | – | – | – | – | –  | 13    |
| Suisse (Keller)   | – | – | – | – | – | – | – | – | – | –  | 10    |

| Équipes         | 1 | 2 | 3 | 4 | 5 | 6 | 7 | 8 | 9 | 10 | Total |
| --------------- | - | - | - | - | - | - | - | - | - | -- | ----- |
| Canada (Dagg)   | – | – | – | – | – | – | – | – | – | –  | 13    |
| Suède (Jonsson) | – | – | – | – | – | – | – | – | – | –  | 6     |

### Match 4
| Équipes           | 1 | 2 | 3 | 4 | 5 | 6 | 7 | 8 | 9 | 10 | Total |
| ----------------- | - | - | - | - | - | - | - | - | - | -- | ----- |
| Écosse (Torrance) | – | – | – | – | – | – | – | – | – | –  | 13    |
| Suède (Jonsson)   | – | – | – | – | – | – | – | – | – | –  | 5     |

| Équipes         | 1 | 2 | 3 | 4 | 5 | 6 | 7 | 8 | 9 | 10 | Total |
| --------------- | - | - | - | - | - | - | - | - | - | -- | ----- |
| Canada (Dagg)   | – | – | – | – | – | – | – | – | – | –  | 14    |
| Suisse (Keller) | – | – | – | – | – | – | – | – | – | –  | 4     |

| Équipes            | 1 | 2 | 3 | 4 | 5 | 6 | 7 | 8 | 9 | 10 | Total |
| ------------------ | - | - | - | - | - | - | - | - | - | -- | ----- |
| États-Unis (Magie) | – | – | – | – | – | – | – | – | – | –  | 16    |
| Norvège (Holaker)  | – | – | – | – | – | – | – | – | – | –  | 4     |

### Match 5
| Équipes            | 1 | 2 | 3 | 4 | 5 | 6 | 7 | 8 | 9 | 10 | Total |
| ------------------ | - | - | - | - | - | - | - | - | - | -- | ----- |
| États-Unis (Magie) | – | – | – | – | – | – | – | – | – | –  | 15    |
| Suisse (Keller)    | – | – | – | – | – | – | – | – | – | –  | 4     |

| Équipes           | 1 | 2 | 3 | 4 | 5 | 6 | 7 | 8 | 9 | 10 | Total |
| ----------------- | - | - | - | - | - | - | - | - | - | -- | ----- |
| Canada (Dagg)     | – | – | – | – | – | – | – | – | – | –  | 9     |
| Écosse (Torrance) | – | – | – | – | – | – | – | – | – | –  | 7     |

| Équipes           | 1 | 2 | 3 | 4 | 5 | 6 | 7 | 8 | 9 | 10 | Total |
| ----------------- | - | - | - | - | - | - | - | - | - | -- | ----- |
| Suède (Jonsson)   | – | – | – | – | – | – | – | – | – | –  | 13    |
| Norvège (Holaker) | – | – | – | – | – | – | – | – | – | –  | 4     |

### Playoffs
|  | Demi-finales | Demi-finales |        |    | Finale | Finale |
|  | Demi-finales | Demi-finales |        |    | Finale | Finale |
|  |              |              |        |    |        |        |
|  |              |              |        |    |        |        |
|  |              |              |        |    |        |        |
|  | Canada       | 14           |        |    |        |        |
|  | Canada       | 14           |        |    |        |        |
|  | Suède        | 9            |        |    |        |        |
|  | Suède        | 9            | Canada | 12 |        |        |
|  |              |              | Canada | 12 |        |        |
|  |              | Écosse       | 10     |    |        |        |
|  | Écosse       | Écosse       | 10     | 13 |        |        |
|  | Écosse       |              |        | 13 |        |        |
|  | États-Unis   | 8            |        |    |        |        |
|  | États-Unis   | 8            |        |    |        |        |

#### Demi-finales
| Équipes         | 1 | 2 | 3 | 4 | 5 | 6 | 7 | 8 | 9 | 10 | Total |
| --------------- | - | - | - | - | - | - | - | - | - | -- | ----- |
| Canada (Dagg)   | – | – | – | – | – | – | – | – | – | –  | 14    |
| Suède (Jonsson) | – | – | – | – | – | – | – | – | – | –  | 9     |

| Équipes              | 1 | 2 | 3 | 4 | 5 | 6 | 7 | 8 | 9 | 10 | Total |
| -------------------- | - | - | - | - | - | - | - | - | - | -- | ----- |
| Écosse (F. Torrance) | – | – | – | – | – | – | – | – | – | –  | 13    |
| États-Unis (Magie)   | – | – | – | – | – | – | – | – | – | –  | 8     |

#### Finale
| Équipes           | 1 | 2 | 3 | 4 | 5 | 6 | 7 | 8 | 9 | 10 | Total |
| ----------------- | - | - | - | - | - | - | - | - | - | -- | ----- |
| Canada (Dagg)     | – | – | – | – | – | – | – | – | – | –  | 12    |
| Écosse (Torrance) | – | – | – | – | – | – | – | – | – | –  | 10    |

| Champion du monde de curling 1964 |
| --------------------------------- |
| Canada 6e titre                   |